# Hya (genre)
Pour les articles homonymes, voir Hya.
Genre
Hya est un genre de pseudoscorpions de la famille des Hyidae.

## Distribution
Les espèces de ce genre se rencontrent en Asie du Sud-Est et au Sri Lanka.

## Liste des espèces
Selon Pseudoscorpions of the World (version 3.0) :
- Hya chamberlini Harvey, 1993
- Hya minuta (Tullgren, 1905)

## Publication originale
- Chamberlin, 1930 : A synoptic classification of the false scorpions or chela-spinners, with a report on a cosmopolitan collection of the same. Part II. The Diplosphyronida (Arachnida-Chelonethida). Annals and Magazine of Natural History, sér. 10, vol. 5, p. 1-48 & 585-620.